# إدوارد موران
إدوارد موران (بالإنجليزية: Edward Moran) هو فنان ورسام أمريكي، ولد في 19 أغسطس 1829 في بولتن في المملكة المتحدة، وتوفي في 8 يونيو 1901 في نيويورك في الولايات المتحدة.